# زامل السلیم (بازیکن فوتبال)
زامل السلیم (عربی: زامل السليم؛ زادهٔ ۲۹ اکتبر ۱۹۸۹) یک بازیکن فوتبال در پست مهاجم اهل عربستان سعودی است.

## باشگاهی
از باشگاه‌هایی که در آن بازی کرده‌است می‌توان به باشگاه فوتبال الاتفاق عربستان سعودی، باشگاه فوتبال النجمه عربستان سعودی، باشگاه فوتبال الشعله عربستان سعودی و باشگاه فوتبال الوحده عربستان سعودی اشاره کرد.

## تیم ملی
وی همچنین در تیم ملی فوتبال عربستان سعودی بازی کرده‌است.